# روبرتو كارتيس
روبرتو كارتيس (بالإسبانية: Roberto Cartes)‏ هو لاعب كرة قدم تشيلي في مركز الوسط، ولد في 6 سبتمبر 1972 في سانتياغو في تشيلي. شارك مع منتخب تشيلي لكرة القدم. أما مع النوادي، فقد لعب مع أرجنتينوس جونيورز وتامبيكو ماديرو وتيغريس أونال وخميناسيا خوخوي وزاكاتيبيك ونادي سان لويس ونادي سيلايا ونادي كيريتارو وهواتشيباتو.

## وصلات خارجية
- روبرتو كارتيس على موقع قاعدة بيانات كرة القدم.إي يو (الإنجليزية)
- روبرتو كارتيس على موقع ناشيونال فوتبول تيمز (الإنجليزية)